# 泰雷斯 (印第安納州)
泰雷斯（英語：Thales）是位於美國印地安納州杜波伊斯縣的一個非建制地區。該地的面積和人口皆未知。